# 폐순환

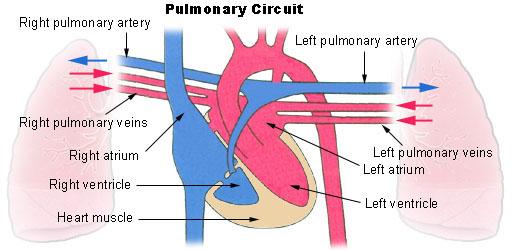

폐순환(肺循環, 영어: pulmonary circulation)은 순환계통의 일부이며, 심장으로부터 산소가 제거된 혈액을 허파로 가져온 다음 산소화된 혈액을 심장으로 반환한다. 이 용어는 체순환과는 반의어이다.

## 역사
R. A. 영(R. A. Young)에 따르면 "Wiberg는 초기 그리스인들이 이 순환에 대해 알고 있었음을 제안하며, 히포크라테스의 글 중 하나의 구절을 인용하며 이러한 해석을 갖는다.
폐순환은 이븐 알 나피스가 1242년 그의 책 Commentary on Anatomy in Avicenna's Canon에서 처음 기술한 용어이다. 나중에 "Manuscript of Paris"에서 미카엘 세르베투스가 이에 대해 기술하였다.

## 같이 보기
- 체순환

## 참조
1. ↑  Maton, Anthea; Jean Hopkins, Charles William McLaughlin, Susan Johnson, Maryanna Quon Warner, David LaHart, Jill D. Wright (1993). 《Human Biology and Health》. Englewood Cliffs, New Jersey: Prentice Hall. ISBN 0-13-981176-1.
2. ↑  Young, R. A. (1940). “The Pulmonary Circulation--Before and After Harvey: Part I”. 《BMJ》 1 (4122): 1. doi:10.1136/bmj.1.4122.1. PMC 2176288. PMID 20782884.
3. ↑  2011 “The love for truth. Life and work of Michael Servetus”, (El amor a la verdad. Vida y obra de Miguel Servet.), printed by Navarro y Navarro, Zaragoza, collaboration with the Government of Navarra, Department of Institutional Relations and Education of the Government of Navarra, 607 pp, 64 of them illustrations, p 215-228 & 62nd illustration (XLVII)